# Madicola
Madicola är ett släkte av insekter. Madicola ingår i familjen dvärgstritar.
Kladogram enligt Catalogue of Life:
| Madicola | \| \| Madicola decoloris \| \| \| \| \| \| Madicola gravabilis \| \| \| \| |
|          | \| \| Madicola decoloris \| \| \| \| \| \| Madicola gravabilis \| \| \| \| |
|          | Madicola decoloris                                                         |
|          |                                                                            |
|          | Madicola gravabilis                                                        |
|          |                                                                            |